# Hypaeus flavipes
Hypaeus flavipes là một loài nhện trong họ Salticidae.
Loài này thuộc chi Hypaeus. Hypaeus flavipes được Eugène Simon miêu tả năm 1900.